# إيفار هانسن
إيفار هانسن (بالدنماركية: Ivar Hansen)‏ هو سياسي دانمركي، ولد في 1 نوفمبر 1938 في الدنمارك، وتوفي في 11 مارس 2003 في كوبنهاغن في الدنمارك. حزبياً، نشط في الحزب الليبرالي. وقد انتخب عضو فولكتنغ ‏.